# Zisterzienserinnenabtei Kerlot
Die Zisterzienserinnenabtei Kerlot war von 1652 bis 1792 ein Kloster der Zisterzienserinnen zuerst in Plomelin, ab 1668 in Quimper, Département Finistère, Bretagne, Bistum Quimper in Frankreich. 

## Geschichte
1652 stiftete der Ortsherr von Kerlot, Pierre de Jegado de Kerollain, im heutigen Plomelin das Nonnenkloster Notre-Dame de Kerlot (Lage) mit 12 Zisterzienserinnen der Abtei La Joie in Hennebont, darunter seine Schwester (Nichte der dortigen Äbtissin) als erste Äbtissin. 1668 verlegte ihre Nachfolgerin den Konvent aus Sicherheitsgründen nach Quimper (Lage), wo er 1792 durch die Französische Revolution aufgelöst wurde. In Plomelin, wo keine Gebäudereste übrig sind, erinnern der Flurname Kerlot und der Straßenname Hent Kerlot an das Kloster. In Quimper steht in der Rue du Palais noch ein Klostergebäude, das von der Justizverwaltung genutzt wird.

### Äbtissinnenliste
- 1652–1657: Elisabeth de Jegado
- 1658–1693: Anne Le Coigneux
- 1694–1714: Elisabeth Sachot
- 1715–1738: Marie Anne de Goesbriant
- 1738–1759: Renée Rogier du Grévy
- 1759–1787: N. de Quelen
- 1787–1792: N. de Kergu († 1812)